# Т-70
Т-70 е съветски лек танк от времето на Втората световна война. Разработен е през октомври-ноември 1941 г. в Горкиевските автомобилни заводи (ГАЗ) под ръководството на водещия разработчик на съветски леки танкове от това време Николай Александрович Астров. Приет е на въоръжение в РККА през март 1942 г. и е произвеждан от няколко завода до октомври 1943 г. След това на основата на танка продължава производството на леки самоходни артилерийски установки за поддръжка на пехотата СУ-76. Построени са общо над 8200 танка от всички модификации, с което Т-70 се нарежда на второ място по произведени бройки по време на войната след танка Т-34. След края на войната е снет от въоръжение.

## История
През октомври 1941 г. в боевете под Москва проличават слабите страни на лекия танк Т-60 – слаба броня, която може да бъде пробита без усилие от 37-мм немско противотанково оръдие, и слабо оръдейно въоръжение, което не позволява успешна борба срещу противниковите танкове. Тъй като допълнителната бронировка и ново оръдие ще увеличат теглото и влошат ходовите качества на танка, взема се решение за разработката на нова машина. Образецът на московския завод №37, известен като обект 045 или Т-45, е бил с ново 45-мм оръдие, нов корпус и лята маска на куполата. Двигателят е трябвало да бъде мощният ЗИС-60, достигащ 60 к.с. За жалост, двигателят се оказва ненадежден, самият завод се налага да бъде евакуиран и проектът е спрян. В средата на септември в заводите ГАЗ в Горки пристига конструкторът на танкове от завод №37 Николай Астров с опитен образец на Т-60, чието производство трябва да бъде усвоено. Астров заедно с екипа конструктори на новообособеното танково производство в ГАЗ (от 1 септември 1941 г.) започва разработката на подобрен вариант на танка. За да се повиши мощността, е разработен нов двигател – ГАЗ-203, който представлява два последователно свързани двигателя. Съществено е преработена челната броня, като листовете, които са и с по-голяма дебелина, се заваряват под по-голям ъгъл с цел успешно отразяване на противотанковите снаряди на противника. Поради удължаването на корпуса – заради надлъжното разполагане на новия двигател – е добавена пета опорна ролка за веригата. Танкът получава лята купола, разработена от В. Дедков, както и ново 45-мм оръдие.
Опитният образец, известен като обект 070 или танк ГАЗ-70, е представен на висшето ръководство на 14 февруари 1942 г. Макар резултатите от изпитанията да не са задоволителни – военните настояват за по-силна бронировка и увеличение на екипажа на 3 души, танкът е приет на въоръжение в РККА на 6 март 1942 г.
В хода на производството се отказват от първоначалната лята купола – тя се оказва уязвима за противотанковите оръдия, а за изработка на нова няма време. Затова масовото производство е с многостенни куполи от листове заварена стомана. По-късно е преработена и ходовата част, като ширината на траковете се променя от 260 на 300 мм, като е увеличен и ходът на трака. Опорните ролки се разширяват от 104 до 130 мм, увеличен е диаметърът на зъбчатите венци на водещите колела и диаметърът на торсионите – от 34 до 36 мм. Усилена е конструкцията на рамата на двигателя, на спирачките и на бордовите редуктори, а теглото на танка достига 10 т. Подобрената версия започва да се произвежда от октомври 1942 г. като Т-70М. Разработена е и двуместна купола, но тя не влиза в производство. Новата версия на танка обаче се оказва по-тежка и невратлива. Освен това се оказва, че немалко части на танковете Т-70 и Т-70М не са взаимозаменяеми и в полеви условия ремонтът е затруднен. В крайна сметка от 1 октомври 1943 г. Т-70 е спрян в полза на наследника му – лекия танк Т-80, и вместо него започва производството на самоходна артилерийска установка СУ-76.
Освен в частите на РККА известно количество танкове са предадени на съюзнически армии, формирани в СССР – 53 танка на полската и 10 на чехословашката армия. Известно количество трофейни танкове са използвани и от Вермахта, където са известни като Panzerkampfwagen T70(r). Някои от тях със свалени куполи са използвани и като влекачи на противотанковите оръдия PaK 38 и PaK 40.

## Устройство
Танкът следва компоновката на съветските леки танкове от онова време. Има пет отделения:
- трансмисионно;

- отделение за управление;

- моторно отделение – по десния борд в средата на корпуса;

- бойно отделение – по левия борд в средата на корпуса;

- кърмово отделение – за горивните резервоари и охладителния радиатор на двигателя;

Ходовата част е с предни водещи колела и ленивци отзад с механизъм за натягане на веригата, 5 опорни ролки с гумени шини и 3 поддържащи ролки на всеки борд. Веригата се състои от 91 лети трака (при версия Т-70М те са намалени на 80). Окачването е торсионно, индивидуално, без амортисьори, с ограничители на хода на опорните ролки – за първа и трета ролка ограничители са поддържащите ролки. Двигателят е бензинов ГАЗ-203 (последователно сдвоени 6-цилиндрови дефорсирани двигатели ГАЗ-202 всеки с мощност от 70 к.с.). Двата бензинови резервоара са с обем 440 л и са отделени от останалата част на танка в брониран отсек. Запасът от ход на танка по шосе е 350 км, а за версията Т-70М – 330 км. Танкът е снабден и с предпусков калориферен подгревател на двигателя за подпомагане на работата му в зимни условия. Трансмисията е механична, скоростната кутия осигурява четири скорости напред и една назад.
Челната броня изградена от стомана – горен лист с 35 мм и долен с 45 мм дебелина. Страничните бордове са от стомана с дебелина 15 мм, а кърмата – 25 мм (в по-късните версии се използва повърхностно закалена стомана). Куполата има формата на осмостенна пресечена пирамида, изградена е от заварени стоманени листове с дебелина 35 мм. На челния горен стоманен лист се намира и люкът на механик-водача, което понижава качеството на челната броня – тази слабост е отстранена едва при танка Т-44 през 1945 г.
Екипажът на танка се състои от двама души – механик-водач, намиращ се в предната лява част на танка, и командир, който е и мерач и стрелец, намиращ се в куполата на танка. Връзката между командира и механик-водача се осъществява еднопосочно от трицветно светосигнално устройство или вътрешни разговорни устройства ТПУ-2. Командирските танкове разполагат и с радиостанция 9Р или 12 РТ.
Танкът е въоръжен с 45-мм оръдие обр. 1932/38 г. 20-К с дължина 46 калибъра с боекомплект от 90 унитарни снаряда (70 за версията Т-70М). Скорострелността му е 7-12 изстрела за минута. Боекомплектът включва осколъчни, бронебойни и бронебойно-подкалибрени снаряди. С оръдието е сдвоена 7,62-мм картечница ДТ с боекомплект от 945 патрона (в 15 диска). Спусъците за оръдието и картечницата са педални – десният педал е за оръдието, а левият – за картечницата. Екипажът разполага допълнително с картечен пистолен ППШ с 3 диска (213 патрона) и 10 ръчни гранати Ф-1. Меренето с оръдието и картечницата се осъществява от телескопичен прицел ТОП (или ТМФП).

## Опитни образци
- Т-70 с 37-мм оръдие Ш-37 – проект на завод № 37, построен през лятото на 1942 г.
- Т-70 с 45-мм оръдие ВТ-42 – проект на конструкторското бюро на ГАЗ и ОКБ № 172 от периода 1942—1943 г.
- Т-70 с двуместна купола – проект на конструкторското бюро на ГАЗ под ръководството на Н. А. Астров, разработван през втората половина на 1942 г. По-късно прототипът „обект 080“ с преработена купола е приет на въоръжение като Т-80.
- Т-70-З – проект за зенитен танк на конструкторското бюро на завод № 37. Танкът е с преработена купола и снабден с две 12,7-мм картечници ДШК. Изпитанията на танка се провеждат през декември 1942 г., но резултатите не са удовлетворителни и проектът е спрян.
- Т-90 – проект за зенитен танк на конструкторското бюро на ГАЗ на основата на Т-70М. Танкът е изпитван заедно с Т-70-З, но поради показани редица недостатъци, проектът е спрян.

### Машини на основата на Т-70
СУ-76 – лека самоходна артилерийска установка за поддръжка на пехотата. Разработена е през 1942 г. в завод №38 в г. Киров. Въоръжена със 76,2-мм оръдие ЗИС-3. Произвеждана от 1942 до 1945 г. (общо 14 292 броя).